# Tales (Espanha)
Tales é um município da Espanha na província de Castelló, Comunidade Valenciana. Tem 15 km² de área e em 2021 tinha 843 habitantes (densidade: 56,2 hab./km²).

## Demografia
| Variação demográfica do município entre 1991 e 2004 | Variação demográfica do município entre 1991 e 2004 | Variação demográfica do município entre 1991 e 2004 | Variação demográfica do município entre 1991 e 2004 |
| --------------------------------------------------- | --------------------------------------------------- | --------------------------------------------------- | --------------------------------------------------- |
| 1991                                                | 1996                                                | 2001                                                | 2004                                                |
| 785                                                 | 770                                                 | 724                                                 | 753                                                 |